# Osino (Nevada)
Osino es un lugar designado por el censo en el condado de Elko en el estado estadounidense de Nevada.

## Geografía
Osino se encuentra ubicado en las coordenadas 40°55′56″N 115°39′38″O / 40.93222, -115.66056.